# 방선주
방선주(方善柱, 1933년 7월 15일 ~ )는 대한민국의 역사가이다.

## 생애
방지일 목사의 장남으로 태어났다. 숭실대학교 졸업. 고려대학교 대학원에서 석사 학위 취득. 도미후 1973년 워싱턴 대학교에서 석사학위, 1977년 캐나다 토론토 대학교에서 중국 서주(西周)시대 연구로 박사 학위 취득. 1979년부터 이후 미국 국립문서기록관리청(NARA)에서 한국사 관련 자료를 조사. 국사편찬위원회 해외 자료 수집 위원.
그는 NARA에서 한국사 관련 자료를 많이 찾아낸 것은 맞지만, 논란이 되는 주장을 더러 내놓기도 했다. 2001년 9월 김구 암살범 안두희가 백의사와 미군 CIC 소속이라는 주장을 내놓았으나 반론이 많다. 또 6.25 전쟁 발발 당일 밤 해군 백두산함이 부산 앞바다에서 인민군 해군 육전대(陸戰隊, 해병대) 600명이 탄 북한 수송선을 격침 시킨 것을 보도연맹원을 태워 수장시킨 사건일 가능성이 있다고 주장하여 논란을 빚었다.

## 주요 저서 및 논문
- 방선주(方善柱), 「美國 第24軍 G-2 軍史室 資料 解題」 『아시아文化』 3호 (翰林大學校 아시아文化硏究所, 1987)
- 방선주(方善柱) 외, 《한국 현대사 와 美軍政》, 한림대학교 출판부(翰林大學校出版部), 1991.12.01 - 295페이지 : '미군정의 역사적 재평가' 학술발표회 논문을 정리해 실었다.

John Merrill, "미국의 韓國점령정책" / 서중석, "좌우합작운동과 美軍政" 등 수록

## 수상.서훈
- 2007년 국민훈장 동백장